# Droomhuis te koop
Droomhuis te koop is een hoorspel in twee delen van Rodney D. Wingfield. Het werd op 20 februari 1984 onder de titel Ein süßes Etwas door de Süddeutscher Rundfunk uitgezonden. Loes Moraal vertaalde het en de AVRO zond het uit op zondag 25 oktober en zondag 1 november 1987. De regisseur was Nelleke van der Krogt.

## Delen
- Deel 1 (duur: 39 minuten)
- Deel 2 (duur: 40 minuten)

## Rolbezetting
- Hans Karsenbarg (David Mason)
- Teuntje de Klerk (Cathy Mason)
- Annelies van der Bie (Jenny Baxter)
- Luc van de Lagemaat (Bill Baxter)
- Jan Borkus (brigadier Travers)
- Luk van Mello (Barrow)
- Angelique de Boer (Pam)
- André Tuinman (een nieuwslezer)

## Inhoud
Een psycho-thriller die zich afspeelt in een spookhuis. Een dood meisje spookt daar rond - tot schrik van de nieuwe bezitters, die op een avond de terugkeer van een moordenaar beleven die de dood van nog drie andere vrouwen op zijn geweten heeft.